# 莫特鎮區 (愛荷華州富蘭克林縣)
莫特鎮區是美國愛荷華州富蘭克林縣的16個鎮區之一。截至2010年美國人口普查，其人口為498，共237住房。

## 歷史
莫特鎮區於1879年成立。

## 地理
根據2010年美國人口普查，該鎮的總面積為32.76平方英里（84.8平方），其中土地面積32.57平方英里（84.4平方），水域面積為0.19平方英里（0.49平方）。